# Hamelin
Hamelin är en kommun i departementet Manche i regionen Normandie i norra Frankrike. Kommunen ligger i kantonen Saint-James som tillhör arrondissementet Avranches. År 2022 hade Hamelin 109 invånare.

## Befolkningsutveckling
Antalet invånare i kommunen Hamelin
| Referens: INSEE |